# 布星岛
1°13′54″N 103°45′17″E / 1.23167°N 103.75472°E
布星岛也译为帕劳布星，是新加坡西南部的一座小岛，地处韩都岛以北，毛广岛以西，在填海造地之前面积4.4公顷。该岛为裕廊集团所持有，多家国际公司在岛上建有石油和化学品储藏设施。
布星岛是冬季候鸟迁徙的重要集聚地。1828年新加坡第一个规划图将本岛标记为"Po Busing"。"Po"即马来语"Pulau"，意为岛屿，而"Busing"源自马来语"busung pasir"（沙堆），或马来语"pusing"（转头）。
布星岛位航海道旁，水深16米。在1980年代之前，本岛周围布满天然珊瑚礁。
布星岛和安乐岛中间海域曾是破旧废船的沉船处。

。